# Красавицата и Звяра (мюзикъл)
Красавицата и Звяра (на английски: Beauty and the Beast) е сценичен мюзикъл на Дисни с музика от Алън Менкен, текст от Хауърд Ашман и Тим Райс и либрето от Линда Улвъртън. Адаптация е на едноименния анимационен филм от 1991 г. на Уолт Дисни Пикчърс, със сценарий от Улвъртън, базиран на класическата френска приказка от Жан-Мари Льопренс дьо Бомон. Красавицата и Звяра разказва историята на недобър принц, който е омагьосан в грозно създание като наказание за егоистичните си постъпки. За да си върне истинската човешка форма, Звяра трябва да се научи да обича и да бъде обичан от красивата млада дама, която е затворил в своя омагьосан замък, преди да е станало твърде късно.
Критиците, които приветстват филма като един от най-добрите мюзикъли на годината, незабавно отбелязат неговия музикален потенциал за Бродуей, когато е издаден за първи път през 1991 г., насърчавайки изпълнителния директор на Дисни Майкъл Айснер да се впусне на Бродуей. Всичките осем песни от анимационния филм са използвани повторно в мюзикъла, включително песен, която е изрязана от филма. Композиторът Менкен създава шест нови песни за продукцията заедно с текстописеца Райс, замествайки Ашман, който умира по време на продукцията на филма. Линда Улвъртън, която пише сценария на филма, адаптира собствената си работа в либретото на мюзикъла и специално разширява характеристиката на Звяра. Тя разширява сюжетните линии на персонала на замъка, които са превърнати в домашни предмети, като се позовава на анимацията от 1991 г Костюмите са проектирани от Ан Холд-Уорд, която базира костюмите както на оригиналния дизайн на аниматорите, така и на движението в изкуството рококо, след като изследва как изглеждат дрехите и предметите от бита през 18 век.
След като завършват пробите в Хюстън, официалната премиера на Красавицата и Звяра на Бродуей на 18 април 1994 г., с участието на Сюзън Игън и Терънс Ман съответно като Бел и Звяра. Мюзикълът предизвиква смесени отзиви от театрални критици, но има огромен комерсиален успех и е добре приет от публиката. Мюзикълът има 5461 представления в продължение на тринадесет години (1994–2007), превръщайки се в шестата най-продължителна продукция на Бродуей в историята към момента на закриването. Към днешна дата това все още е десетото най-дълго излъчвано шоу. Мюзикълът печели повече от 1,7 милиарда долара по целия свят и се играе в тринадесет държави и 115 града. Също така се превръща в популярен избор за младши, аматьорски и гимназиални постановки.

## Предистория и начало
Все още възстановяващи се от смъртта на Уолт Дисни, анимационните филми на Дисни продължават да изпитват забележим спад в качеството, докато се борят да постигнат критичен и търговски успех през 1970-те и 1980-те години. Главният изпълнителен директор на Уолт Дисни Къмпани Майкъл Айснер е нает да осигури представянето на следващите анимационни проекти на студиото, въпреки че практически няма опит в анимацията. Първият, който Айснер наема като главен изпълнителен директор, е театралният продуцент Питър Шнайдер, който впоследствие става отговорен за наемането на повече артисти, които споделят подобен театрален опит, за да допринесат за следващите анимационни проекти на студиото, сред които текстописеца Хауърд Ашман и неговияя дългогодишен сътрудник – композитора Алън Менкен. Ашман и Менкен преди това печелят голям музикален успех с тяхната оф-бродуейска продукция Малък магазин за ужаси, но изпълнението на първото бродуейско начинание на Ашман Усмивка е разочароващо. Нетърпелив да изпита себе си, Ашман се съгласява да работи по анимационния филм на Дисни Малката русалка (1989), към който той и Менкен решават да подходят така, сякаш правят музика за мюзикъл на Бродуей. След премиерата си Малката русалка има огромен критичен и комерсиален успех, печелейки две награди Оскар, и двете за оригиналната музика на Ашман и Менкен. Дисни установява успешен ренесансов период, по време на който Ашман и Менкен стават отговорни за трансформирането на традиционните анимационни филми в анимационни мюзикъли.
Красавицата и Звяра печели незабавното одобрение на критиците и има търговски успех, надминавайки Малката русалка, като се превръща в най-касовия анимационен филм в историята. Красавицата и Звяра е и първият анимационен филм, номиниран за „Оскар“ за най-добър филм. Театралният критик на Ню Йорк Таймс Франк Рич приветства филма като „по-добър [мюзикъл]... отколкото всичко, което е виждал на Бродуей“ през 1991 г. Рецензията на Рич в крайна сметка ще осигури на ръководството на Дисни необходимата увереност, за да обмисли сериозно адаптирането на филма като потенциален проект на Бродуей. Дисни се вдъхновява и от успехите на бродуейските мюзикъли като Котките, Клетниците и Фантомът от Операта, силно вярвайки, че тяхната продукция може да бъде също толкова печеливша.
На практика неизвестен по онова време, Робърт Джес Рот е назначен за режисьор на продукцията въз основа на различните му успехи в режисирането на шоута в тематичните паркове на Дисни. Тъй като филмът по онова време все още не е пуснат за домашна употреба, Рот прекарва цял ден в повторно гледане на Красавицата и Звяра в кината, докато обмисля как да представи фантастичните елементи на сцената и в крайна сметка работи с хореографа Мат Уест и сценографа Стан Майер.

## Развитие

### Писане и адаптиране от екрана до сцената
Рот обобщава Красавицата и Звяра като история за „виждане отвъд външността на човек и в неговото/нейното сърце“. Улвъртън научава, че Дисни са ѝ поръчали да адаптира анимационния филм, който е написала, в бродуейски мюзикъл, докато е на почивка със семейството си в Мауи, и първоначалната ѝ реакция е „Хммм“. В процеса на адаптиране на собствения си анимационен сценарий в либрето за сцената, Улвъртън допринася с няколко различни промени в материала, специално внушавайки повече емоционална „дълбочина“ на всеки главен герой. Тя разширява историята, като „разработва“ всеки герой и оставя място за нови музикални изпълнения. Улвъртън прави Звяра по-заплашителен, но същевременно симпатична фигура; сценаристката разширява своята характеристика, като развива Звяра в „по-плътен образ“, подпомогнат от добавянето на собствената си песен „If I Can't Love Her“. Междувременно, обичащата книгите Бел е адаптирана в по-твърдоглава и решителна героиня. Връзката на Бел и Звяра се облагодетелства от нова сцена, написана от Улвъртън специално за спектакъла, по време на която двойката чете в библиотеката на замъка; Бел запознава Звяра с приказката за крал Артур и му чете книгата, на което Звяра отговаря, като проявява истинска уязвимост за първи път.
През 1993 г. Улвъртън обяснява пред Лос Анджелис Таймс, че „историята ще бъде променена, за да обясни, например, 6-футов висок свещник“. Може би най-значимата промяна на Улвъртън включва омагьосаните предмети и решението заклинанието на магьосницата постепенно да трансформира служителите на замъка от лоялни слуги в домашни предмети през цялото времетраене на мюзикъла, за разлика от това, което вече е направено веднага в началото. По същество превръщането в напълно неодушевен, ако заклинанието не бъде развалено навреме, би се равнявало на смъртта на всеки герой, което в крайна сметка увеличава драмата в историята. Следователно това сюжетно решение разширява историята в разказ за хората, които са принудени да вземат трудни решения, за разлика от историята само на човек, който се бори да запази своята човечност.
Като цяло либретото на Улвъртън остава доста вярно на оригиналния текст; сюжетът е по същество същият, но са добавени конкретни детайли, за да се „изпълни“ историята. Четката за прах и Гардероба – само второстепенни герои в анимационния филм – са разширени до напълно поддържащи герои и именувани за първи път; Улвъртън ги нарича съответно Бабет и Мадам дьо ла Гранд Буш. Приемайки сериозно работата си, Улвъртън работи неуморно върху преразглеждането на сценария и често взема под внимание предложенията на актьорския състав (макар и не винаги да се поддава на мнението им). Въпреки че мюзикълът е базиран на вече съществуваща история от Жан-Мари Лепренс дьо Бомон, Улвъртън запазва единствено авторската заслуга за нейната работа, тъй като историята отдавна е публично достояние.

### Кастинг
Бродуейските продуценти обикновено са нетърпеливи да назначават известни изпълнители в своите мюзикъли, но Катценберг, известен по това време с това, че избягва да работи с актьори от такъв калибър, решава да се откаже от тази практика за Красавицата и Звяра. Айснер стига до заключението, че повечето от оригиналните озвучаващи актьори във филма ще бъдат твърде заети, за да повторят ролите си на сцената. В своя дебют на Бродуей, тогава 22-годишната актриса Сюзън Игън е избрана за ролята на Бел в мюзикъла. Игън, която все още не е гледала филма, се явява на прослушване за няколко други проекта на Бродуей по това време – а именно Моята прекрасна лейди, Въртележка и Брилянтин – към които тя е много по-заинтересована. Въпреки копнежа да играе роля на Бродуей, актрисата първоначално не е склонна да се яви на прослушване за Красавицата и Звяра, защото смята, че „е ужасна идея за Дисни да пуснат анимационен филм на Бродуей“. Освен това Игън чувства, че не е достатъчно привлекателна, за да изиграе героинята, за която се знае, че е „най-красивото момиче в селото“, но нейният агент успява да я убеди в противното.
След като минава и последният етап от кастинга, Игън наема и гледа целия филм за първи път. Въпреки че актрисата не се чувства особено притеснена от ролята, тя е благодарна, че е заобиколена от поддържащ актьорски състав от ветерани на Бродуей.
Актьорът Терънс Ман е избран за ролята на Звяра. Преди това Ман играе ролята на Жавер в Клетниците, за която е номиниран за награда „Тони“. При последния етап от кастинга Ман изпълнява пред голяма публика, включваща ръководители и секретарки на Дисни в театър, разположен на 42-ра улица, което според него е в пълен контраст с обичайния метод на прослушване, на което да присъстват от шест до осем души в салона. Актьорът Гари Бийч е избран за ролята на Люмиер. Бийч гледа премиерата на Красавицата и Звяра в театър „Ел Капитан“, преди това е гледал и пиесата, като напълно се е насладил и на двете. Бийч е особено привлечен от изпълнението на Джери Орбак на „Be Our Guest“ в ролята му на Люмиер, мислейки си: "Сега защо не мога да получа такава роля". Две години по-късно Бийч получава обаждане от кастинг режисьора Джей Байндър, който го кани да изиграе Люмиер в Красавицата и Звяра, но продължава да отхвърля предложението поради предварителни ангажименти към предстоящо шоу с участието на комика Карол Бърнет. Бийч най-накрая приема само по настояване на Бърнет. Сред актьорски състав от сравнително неизвестни актьори, Том Босли, известен с ролите си в телевизионния сериал Щастливи дни и Убийство по сценарий, става най-разпознаваемият изпълнител в сериала, когато е избран за ролята на бащата на Бел Морис.

### Музикални изпълнения и хореография
Всичките осем оригинални песни от филма са запазени за адаптацията на Бродуей. Песента Human Again първоначално е написана за филма, но в крайна сметка е премахната поради времеви и сюжетни ограничения. Композиторът Алън Менкен, който е автор на песните за филма заедно с текстописеца Хауърд Ашман, се завръща към проекта, за да напише шест нови песни за мюзикъла. Текстописецът Тим Райс се присъединява към Менкен, за да напише новите песни, заменяйки Ашман, който умира през 1991 г., преди премиерата на филма. И Менкен, и Райс първоначално подхождат към проекта с известна съпротива. Емоционалната привързаност на Менкен към музиката, която е написал с Ашман, го кара да се страхува, че визията на Дисни за мюзикъл на Бродуей ще превърне Красавицата и Звяра в атракция, твърде подобна на това, което човек би намерил в света на Уолт Дисни. Междувременно Райс, който преди това работи като текстописец на композитора Андрю Лойд Уебър в бродуейските мюзикъли Исус Христос суперзвезда и Евита, се колебае да замени Ашман от страх да не влоши Красавицата и Звяра. Трябва да се отбележи, че Райс по подобен начин замества Ашман, за да напише останалите песни за филма Аладин (1992), след като текстописецът умира. В крайна сметка сътрудничеството води до приблизително половината от партитурата на Бродуей със съавторство на Менкен и Ашман, докато останалата половина са композиции на Менкен и Райс.

### Сценография и костюми
Стенли Майер проектира декора на продукцията. Следвайки инструкциите на Дисни „да накараме анимационния филм да оживее“, декорът на Майер е до голяма степен буквална интерпретация на филма. Майер смята, че е трудно да преведе двуизмерна среда в триизмерен свят. Външният вид на Западното крило отразява този на неговия обитател Звяра, като е отвратителен отвън, но е красив отвътре.
Дисни наема дизайнера на костюми Ан Холд-Уорд да проектира костюмите за мюзикъла, защото студиото се радва на „определена естетика“, която тя използва в предишната си работа, и по този начин ѝ дава много творческа свобода. Холд-Уорд приема предложението на Дисни, защото се интересува да види точно как една корпоративна компания, продуцираща бродуейски мюзикъл за първи път, ще „промени света на Бродуей“. Концептуализацията започва през лятото на 1992 г. За изследователските си цели Дисни насърчава Холд-Уорд да се позовава на анимационния филм; тя също изследва дрехите, носени през края на 18-ти век, по време на който е написана оригиналната приказка, и прекарва една година, за да открие как са изглеждали битовите предмети в средата на 18-ти век. Освен това Холд-Уорд посещава аниматори на Красавицата и Звяра, прекарвайки една седмица в студиото, за да научи как са създали героите си и да гарантират, че ще бъдат разпознаваеми от тези, които са гледали филма. Дизайнерката обаче решава, че нейните собствени творения няма да копират точно тези от филма. Базирайки костюмите на движението в изкуството Рококо, Холд-Уорд представя първоначалните си идеи на Айснер и тогавашния президент на Дисни Франк Уелс. Веднъж одобрени, Холд-Уорд и нейният екип прекарват следващата година в създаване на костюмите.

## Сюжет

### Действие I
В една студена зимна нощ стара просякиня пристига в замъка на млад разглезен принц, предлагайки му една-единствена роза в замяна на подслон, но принцът я отблъсква единствено заради външния ѝ вид. Жената го предупреждава да не се заблуждава от външния вид, тъй като истинската красота се крие вътре. След това тя се трансформира в красива вълшебница и превръща принца в отвратителен звяр, а неговите слуги – в различни домашни предмети, като същевременно му дава розата, за да я използва като пясъчен часовник. Единственият начин той да развали магията е да се научи да обича, да спечели любов, преди да падне и последното листенце.
Десет години по-късно красиво младо момиче на име Бел отива в града една сутрин, за да вземе книга от местния книжар. По пътя тя изразява желанието си да живее в свят като в света на книгите, пълен с приключения, докато жителите на града отбелязват несравнимата ѝ красота, но намират любовта ѝ към книгите за странна. Бел е привлякла вниманието и на Гастон, местния ловец и градски ерген, който се възхищава на красотата ѝ. Бел обаче не пренебрегва възгледите на връстниците си за нея и изразява загрижеността си за това пред своя ексцентричен баща и изобретател Морис, който я уверява, че тя е всичко друго, но не и странна. След това двамата довършват изобретението му и Морис се отправя към панаир за изобретения, слагайки си шал, изплетен за него от Бел, но се губи в гората и е нападнат от глутница вълци. След като оцелява, той влиза в замъка на Звяра, където се среща със слугите, включително Люмиер, лакея, превърнат в свещник, Когсуърт, иконома, превърната в часовник, Бабет, прислужница, превърната в четка за прах, госпожа Потс, готвачката, превърната в чайник, и Чип, нейният син, превърнат в чаена чаша. Те го приветстват, но ужасният Звяр пристига и заключва Морис в подземието.
Обратно в града, Гастон предлага брак на Бел, който тя учтиво отхвърля. Ужасена от предпазливостта на Гастон, Бел отново изразява нуждата си от живот извън този провинциален живот. Помощникът на Гастон, Лефу, се завръща от гората със шала, изплетен от Бел за Морис. Бел разбира, че баща ѝ е в опасност и се отправя към гората, за да го търси. Тя се озовава в замъка, където намира баща си в тъмницата. Тя сключва сделка със Звяра, Морис излиза на свобода, но тя остава вместо него. Морис е изпратен обратно в града, без да му бъде позволено да се сбогува. Бел получава стая за гости и Звяра ѝ нарежда да вечерят заедно. Тя страда заради положението си, но госпожа Потс и Мадам дьо ла Гранд Буш, певица, превърната в гардероб, се опитват да я развеселят.
Обратно в града, в местната механа, Гастон се сърди, че Бел го е отхвърлила, въпреки че Лефу и посетителите успешно се опитват да го развеселят. Когато Морис влиза вътре, твърдейки, че звяр е заключил Бел, те му се присмиват, но Гастон е вдъхновен от твърденията на Морис и замисля зловещ план. Обратно в замъка, Звяра става нетърпелив, тъй като Бел все още не се е присъединила към него за вечеря и когато Когсуърт го информира, че тя отказва, започва битка между Бел и Звяра (която завършва с победа за Бел) и тогава Звяра ѝ казва, че ако не може да яде с него, тя изобщо няма да яде. Той се връща обратно в стаята си и започва да се сърди. В крайна сметка Бел наистина огладнява и се впуска в кухнята, където слугите ѝ предлагат вечеря въпреки заповедите на господаря си и ѝ показват невероятно кабаретно шоу.
След вечеря, Бел получава обиколка на замъка с любезното съдействие на Когсуърт и Люмиер. Любопитството ѝ я кара да влезе в Западното крило, място, което е забранено от Звяра. Хипнотизирана от мистериозна роза, поставена под похлупак с формата на камбана, тя се протяга да я докосне, но преди да успее, Звяра я спира и ѝ нарежда да излезе, като случайно я блъска. Страхувайки се за живота си, Бел бяга от замъка. Осъзнавайки грешката си, Звяра знае, че ще бъде чудовище завинаги, ако не може да се научи да я обича.

### Действие II
В гората Бел е нападната от вълци и е спасена едва когато Звяра се притичва на помощ, но той е ранен по време на битката и пада. Вместо да се възползва от шанса да избяга у дома, Бел му помага да се върне в замъка. Тя почиства нараняванията му и след кратък спор чия е вината, Звяра благодари за нейната добрина и така се ражда тяхното приятелство. Искайки да ѝ направи подарък за благодарност, Звяра дава на Бел огромната си библиотека, която я вълнува. Тя отбелязва промяна в личността на Звяра, тъй като слугите отбелязват промяна в отношенията на Бел и Звяра. Те изразяват надеждата си да бъдат отново хора, докато Бел моли Звяра да я придружи на вечеря същата вечер. Обратно в селото, Гастон и Лефу се срещат с местния собственик на лудница мосю Д'Арк и планират да затворят Морис, за да изнудват Бел да се омъжи за Гастон.
Звяра и Бел посещават прекрасна вечеря и личен бал, където танцуват заедно в балната зала. Звяра, който планира да каже на Бел, че я обича, пита Бел дали е щастлива тук, на което тя отговаря положително, но отбелязва, че баща ѝ липсва. Той ѝ предлага магическото си огледало, за да го види и тя вижда, че Морис е болен и изгубен в гората и се страхува за живота си. Въпреки че Звяра знае, че остават само няколко часа до падането на последното листенце от розата, той позволява на Бел да напусне, за да спаси баща си; тя си тръгва след трогателно сбогуване.
Бел намира баща си и го връща в къщата им. След като полага грижи за него, тя обяснява трансформацията, през която изглежда е преминала, докато е била със Звяра. Пристига тълпа, водена от Гастон, за да отведе Морис в лудницата, но Бел доказва здравия разум на баща си, като показва на жителите на града, че Звяра е истински, използвайки магическото огледало, но не осъзнава грешката си. Жителите изпадат в паника от Звяра, но Бел настоява, че той е нежен и мил. Гастон улавя тона ѝ и разпознава Звяра като свой съперник за привързаността на Бел и организира тълпата да убие Звяра. За да предупредят Звяра, Бел и Морис се опитват да изпреварят тълпата до замъка, но пристигат твърде късно, тъй като Гастон и тълпата стигат първи.
Слугите държат линчуващата тълпа на разстояние, но Гастон се вмъква и открива Звяра в неговата кула. Той се бие с него, безмилостно го и му се подиграва, но Звяра е загубил желанието си да живее след напускането на Бел. Докато Гастон се подготвя за смъртоносния удар, пристига Бел. Звяра веднага се обръща срещу Гастон и е готов да го убие, но пощадява живота му, след като вижда страха в очите му. Звяра и Бел се събират отново, но това събиране е прекъснато, тъй като Гастон намушква смъртоносно Звяра в гърба, но този акт на насилие кара Гастон да загуби опора и той пада от кулата.
На балкона Бел уверява Звяра, че ще живее, но и двамата знаят, че тя е безпомощна да го спаси. Тя го моли да не я напуска, защото е намерила убежище в неговата компания, но въпреки това той умира. Бел ридае върху тялото му и прошепва „Обичам те“ точно когато пада последното листенце от розата. Настъпва трансформация и Звяра отново е жив и приел образа на човек. Въпреки че Бел не го разпознава в началото, тя го поглежда в очите и вижда Звяра вътре в него и те се целуват. Двамата пеят как животът им се е променил заради любовта и танцуват отново, докато слугите, сега променени обратно в човешката си форма, се събират в балната зала.

## Герои
| Герой                  | Описание |
| Бел                    | Жизнена, интелигентна млада красавица, която иска много повече от живота, отколкото да живее в село. Тя се възприема като доста странна. Тип глас: мецосопрано       |
| Звяра                  | Принц, превърнат в ужасяващ звяр поради липсата на състрадание; сприхав и властен, но с топло, любящо сърце, скрито далеч под грубата му външност. Тип глас: баритон |
| Гастон                 | Антагонистът в историята. Суетен, егоистичен, нарцистичен, мъжествен злодей, решен да се ожени за Бел. Тип глас: баритон                                             |
| Люмиер                 | Елегантен, френски лакей, омагьосан в свещник. Тип глас: баритон |
| Госпожа Потс           | Добросърдечна и майчински грижовна. Шеф готвач в кухнята на замъка, превърната в чайник. Тип глас: мецосопрано                                                       |
| Когсуърт               | Иконом в замъка, омагьосан в часовник. Тип глас: баритон |
| Лефу                   | Непохватният помощник на Гастон. Тип глас: тенор |
| Морис                  | Любящият, ексцентричен баща на Бел и изобретател. Тип глас: баритон                                                                                                  |
| Бабет                  | Дръзка и флиртуваща, желае обичта на Люмиер. Прислужницата в замъка, превърната в четка за прах. Тип глас: сопрано                                                   |
| Мадам дьо ла Гранд Буш | Бивша оперна дива, превърната в гардероб. Тип глас: сопрано |
| Чип                    | Синът на госпожа Потс, превърнат в чаша. Тип глас: детско сопрано |
| Мосю Д'Арк             | Коварният собственик на местната лудница. Тип глас: тенор |
| Хор                    | Глупави момичета, омагьосани предмети, жители на селото, посетители на кръчмата                                                                                      |